# Джордж Бул
Джордж Бул (на английски: George Boole) е британски математик и философ. Като създател на булевата алгебра, която е в основата на цялата съвременна компютърна аритметика, Бул е разглеждан като един от учените, направили възможна появата на компютърната наука.

## Биография и творчество
Роден е в бедно семейство и получава ограничено образование. Баща му, Джон Бул, е занаятчия, увлечен от науката. Тъй като се интересува от математика и логика, той дава първите уроци на сина си в тази област. Не забелязва обаче неговия талант към точните науки и Джордж Бул отначало се насочва към класическите поети и писатели, като учи самостоятелно. Напредвайки бавно поради липса на ефективна чужда помощ, Бул започва да се занимава с висша математика едва на седемнайсетгодишна възраст. От шестнайсетгодишен започва да работи като помощник-учител в частно училище в Донкастър. Продължава да преподава през целия си живот, на различни места и на разнообразни длъжности. От 1849 до смъртта си е първият професор по математика в Куинс колидж в Корк, Ирландия.
Разработил вече своята булева алгебра, Джордж Бул издава памфлета „Математически анализ на логиката“ през 1847 г., който е високо оценен от Август де Морган и получава поста професор по математика в Куинс Колидж, графство Корк през 1849 г. Издава „Изследване на законите на мисленето, базиращи се на математическата логика и теорията на вероятностите“ през 1854 г. В неговата монография „Закони на мисленето“ (1854) окончателно са формулирани основите на математическата логика. Джордж Бул също така опитва да формулира общ метод на вероятностите, с помощта на който от зададена система от вероятни събития би могла да се определи вероятността за последвали събития, логически свързани с тях.

## Семейство
От 1855 г. е женен за Мери Еверест, племенница на известния географ Джордж Еверест, която също се занимава с наука и преподаване, а след смъртта на съпруга си влага много усилия за развитие на неговия принос към логиката.
Четири от дъщерите им са известни с приноси към науката, а петата – Етел Лилиан Войнич – е писателка и композиторка, авторка на романа „Стършел“.
Джордж Бул почива от пневмония на 8 декември 1864 г., месец след като навършва 49 години.